# Balkáni vakond
A balkáni vakond (Talpa stankovici) az emlősök (Mammalia) osztályának Eulipotyphla rendjébe, ezen belül a vakondfélék (Talpidae) családjába tartozó faj.
A régebbi hagyományos rendszerbesorolások a rovarevők (Insectivora) rendjébe sorolták.

## Előfordulása
A Balkán-félsziget lakója. A tengerpartok és a legelők alatt egyaránt előfordul.